# Callovosaurus
Callovosaurus ist eine ausgestorbene Gattung der Iguanodontia aus der Gruppe Ornithopoden. Fossilien wurden in der Oxford-Clay-Formation nahe Peterborough in England gefunden und werden auf den frühen Oberjura datiert.
Der erste und einzige Fund (Holotypus) besteht aus einem Femur (Oberschenkelknochen), welcher fast komplett, jedoch in drei Teile zerbrochen ist. Die einzige Art, Callovosaurus leedsi, wurde erstmals von Richard Lydekker im Jahr 1889 als Camptosaurus leedsi beschrieben. 1980 wurde sie dann von Peter Galton der neuen Gattung Callovosaurus unterstellt.
Die ursprüngliche Beschreibung des Oberschenkelknochens von Callovosaurus war kurz. Auch wenn das Femur nie im Detail beschrieben wurde, konnte eine Länge von 28 cm gemessen werden, sodass vermutet wird, dass das gesamte Tier etwa 2,5 m lang war (Galton, 1980a). Da Callovosaurus nur durch einen Femur bekannt ist, lassen sich auch nur an diesem einzigartige Merkmale (Autapomorphien) erkennen. Der Trochanter minor (kleiner Rollhügel) ist beispielsweise vom Trochanter major (großer Rollhügel) durch eine weite und tiefe Kluft getrennt und sein proximales Ende ist unterhalb der Spitze des Trochanter major.
Die systematische Einordnung galt lange Zeit als umstritten:
Anfangs wurde Callovosaurus als Teil der Hypsilophodontidae angesehen. Später stellte man diese Gattung als Verwandten von Camptosaurus in die Camptosauridae.
Viele der Merkmale des Femur von Callovosaurus sprechen allerdings für eine Einordnung in die Dryosauridae, wodurch die oben genannte Kluft zwischen dem Trochanter minor und dem Trochanter major auch bei den Gattungen Dryosaurus und Valdosaurus vorhanden ist, welche als sichere Mitglieder der Dryosauridae zählen. So ist Callovosaurus vermutlich näher mit diesen beiden Gattungen verwandt als beispielsweise mit Hypsilophodon oder Camptosaurus, womit Callovosaurus der wohl älteste Dryosauridae ist, der je gefunden wurde. Das folgende Kladogramm nach Barret et al. (2011) stellt die Verwandtschaftsverhältnisse von Callovosaurus innerhalb der Dryosauridae dar:
|  | Dysalotosaurus                                                |
|  |                                                               |
|  | \| \| Valdosaurus \| \| \| \| \| \| Elrhazosaurus \| \| \| \| |
|  |                                                               |
|  | Valdosaurus                                                   |
|  |                                                               |
|  | Elrhazosaurus                                                 |
|  |                                                               |

|  | Valdosaurus   |
|  |               |
|  | Elrhazosaurus |
|  |               |

|  | Dysalotosaurus                                                |
|  |                                                               |
|  | \| \| Valdosaurus \| \| \| \| \| \| Elrhazosaurus \| \| \| \| |
|  |                                                               |
|  | Valdosaurus                                                   |
|  |                                                               |
|  | Elrhazosaurus                                                 |
|  |                                                               |

|  | Valdosaurus   |
|  |               |
|  | Elrhazosaurus |
|  |               |